# Орнецький сільський округ (Жамбильський район)
Орне́цький сільський округ (каз. Өрнек ауылдық округі, рос. Орнекский сельский округ) — адміністративна одиниця у складі Жамбильського району Жамбильської області Казахстану. Адміністративний центр — село Орнек.
Населення — 2535 осіб (2021; 2516 у 2009, 3075 у 1999, 3087 у 1989).
Станом на 1989 рік існувала Урнецька сільська рада (село Урнек, селище Жума). 1997 року до сладу округу був приєднаний ліквідований Єрназарський сільський округ, однак 2002 року він був відновлений.

## Склад
До складу округу входять такі населені пункти:
| Населений пункт        | Старі назви | Населення, осіб (1989) | Населення, осіб (1999) | Населення, осіб (2009) | Населення, осіб (2021) |
| ---------------------- | ----------- | ---------------------- | ---------------------- | ---------------------- | ---------------------- |
| Жума, станційне селище | -           | 240                    | 283                    | 284                    | 267                    |
| Орнек, село            | Урнек       | 2847                   | 2792                   | 2232                   | 2268                   |